# Obrh
Obrh je slovenska reka ponikalnica, ki izvira in ponikne na Loškem polju v občini Loška dolina. Spada med vodotoke iz porečja Ljubljanice. Izvorna kraka reke sta Mali Obrh in Veliki Obrh (s pritokoma Brežiček in Viševski Brežiček). V vodotok s skupnim imenom Obrh se združita zahodno od naselja Pudob. Na severozahodnem, apnenčastem delu polja, Obrh začne ponikati v številnih ponikvah, višje vode pa tečejo skozi jamo Golobino. Voda odteka v 2 km oddaljene izvire na jugovzhodnem obrobju Cerkniškega polja.

## Etimologija
Obrh je tudi izraz, s katerim opisujemo močan kraški izvir, ki se izlije po navadi izpod visoke skalne stene, ustvari majhno, a globoko jezero in nato odteče po dolini.